# 冨波心
冨波 心（とば　こころ、2007年4月30日 - ）は、日本の女優・モデル・タレント。東京都出身。スターダストプロモーション所属。

## 経歴
2022年9月25日(日)、日本テレビ系のバラエティ番組超無敵クラスに出演する。
2024年には、ミスセブンティーン専属モデルオーディションにて応募総数2,816人の内、ファイナリストの10名として選出された。

## 人物
- 身長：163cm。
- 趣味：映画・舞台鑑賞、人間観察
- 特技：水泳4泳法マスター、ものまね、ダンス、トランペット
- 資格：英検準2級

## 出演

### テレビドラマ
- W県警の悲劇 第3話（2019年8月　BSテレビ東京） - 江川瑠実役[4]
- ケイ×ヤク-あぶない相棒- 第9話・第10話（2022年3月　読売テレビ） - 東幸子 幼少期役[4]
- 大川と小川の時短捜査（2022年9月12日 テレビ東京） - 大川さやか役[4][5]
- 春になったら 第4話（2024年2月5日、関西テレビ制作・フジテレビ系） - 小川久美役[4]
- 大川と小川の休日捜査（2024年9月30日 テレビ東京） - 大川さやか役[4]
- Shrink〜精神科医ヨワイ〜 第3話（2024年9月14日 NHK総合）[6]

### 映画
- レミングスの夏（2017年9月30日公開、監督：五藤利弘）[4]
- 恋わずらいのエリー（2024年3月15日公開、監督：三木康一郎） - 女子高生役[7][出典無効]

### Web
- 初恋の味「好きです、付き合ってください」YouTubeドラマ（2024年3月29日配信開始)[8]

### ミュージックビデオ
- にしな　青藍遊泳（2022年6月15日配信開始)[9]
- 廻花　テディベア（2024年8月28日配信開始)[10]